# Sonam Rapten
Sonam Rapten (tibétain : བསོད་ནམས་རབ་བརྟན, Wylie : bsod nams rab brtan, THL : sonam rapten), initialement connu sous le nom de Sonam Chöphel ou Sonam Chopel (tibétain : བསོད་ནམས་ཆོས་འཕེལ, Wylie : bsod nams chos 'phel, THL : sönam chöpel ; chinois : 索南群培 ; pinyin : suǒnán qúnpéi), plus tard connu sous le nom de Gyalé Chödze, ou encore Zhalngo (1595-1658) est un érudit de la tradition gelugpa du bouddhisme tibétain et homme d'État.
Sonam Chöphel appelé plus tard Zhalngo est le trésorier du palais de Ganden Phodrang et l'artisan du pouvoir politique des Gélougpa. Il va chercher les Dzungar de Mongolie occidentale (Dzoungarie, actuel Nord du Xinjiang), et leur inspire une stratégie militaire, visant à s'attaquer aux mongoles ayant sympathisé avec le roi du Tsang (Karma Tenkyong Wangpo), puis aux Tibétains orientaux du Kham, partisans du roi, et enfin le roi lui-même.
Il fut le premier régent du Tibet, nommé par le mongol qoshot Güshi Khan, roi du Tibet et khan du Khanat qoshot, en 1642, une fonction qu'il exerça jusqu'à sa mort en 1658, sous le règne religieux de Lobsang Gyatso, 5e dalaï-lama.